# Marson-sur-Barboure
Marson-sur-Barboure ist eine französische Gemeinde mit 58 Einwohnern (Stand 1. Januar 2022) im Département Meuse in der Region Grand Est (bis 2015 Lothringen). Der Ort liegt im Kanton Vaucouleurs (bis 2015: Kanton Void-Vacon) im Arrondissement Commercy.

## Geografie
Die Gemeinde liegt im Westen Lothringens, etwa 60 Kilometer westlich von Nancy. Durch die Gemeinde fließt die Barboure. ein rechter Nebenfluss des Ornain.

## Bevölkerungsentwicklung
| Jahr      | 1962 | 1968 | 1975 | 1982 | 1990 | 1999 | 2006 | 2019 |
| Einwohner | 66   | 61   | 44   | 44   | 52   | 48   | 44   | 46   |

## Sehenswürdigkeiten

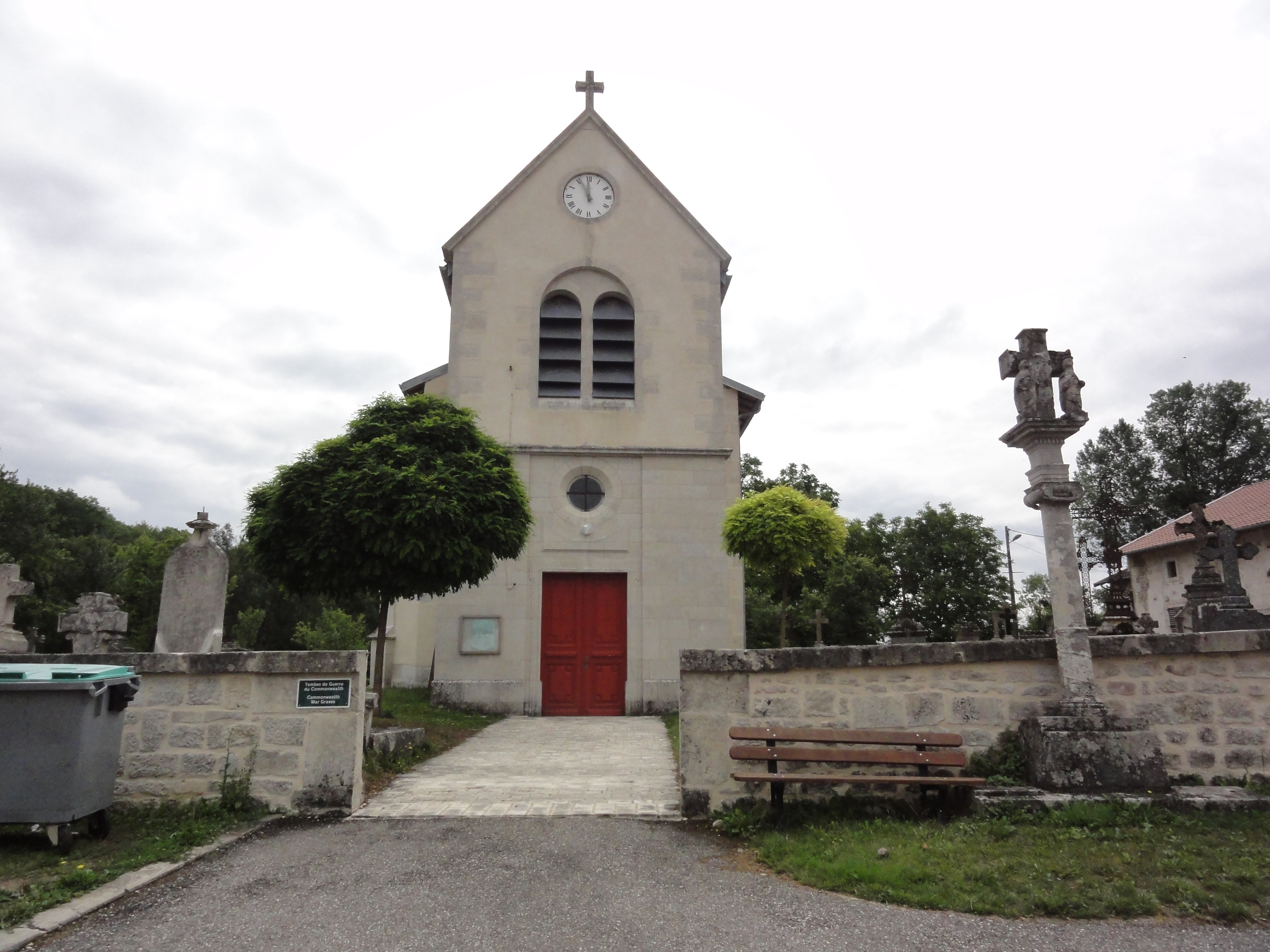
Kirche Saint-Sylvestre

- Kirche Saint-Sylvestre